# Астронавты (роман)
«Астронавты» — научно-фантастический роман Станислава Лема. Литературный дебют писателя (если не считать повести «Человек с Марса» 1946 г., публиковавшейся в журнале с продолжением). Одно из наиболее известных его произведений.

## Публикация
Роман опубликован в 1951 году, первые переводы вышли в 1954 г. в ГДР и в 1956 г. в Чехословакии. На русском языке роман впервые появился в 1957 году в переводе Зинаиды Бобырь.

## Сюжет
Первая часть романа написана от лица автора, в повествовательном стиле. Роман начинается с подробного описания падения Тунгусского метеорита в 1908 году, цитат из отчёта об экспедиции Кулика, исследовавшего место падения, и упоминания о варианте объяснения феномена, выдвинутого «одним молодым советским учёным» — гипотезе аварии инопланетного космического корабля.
Основные события романа происходят в будущем (относительно момента написания) — в начале XXI века (упоминаются как недавнее прошлое события 2003 года). На Земле наступила эпоха коммунизма. Технический прогресс шагнул далеко вперёд. Человечество овладело ядерной и термоядерной энергией, повсеместно используются ядерные электростанции, создан ядерный двигатель для космических кораблей. Осуществляется проект по изменению климата: проведено искусственное обводнение Сахары, теперь предполагается подвесить над полярными районами искусственные термоядерные солнца, обеспечивающие дополнительный обогрев полюсов.
Во время строительных работ в районе Подкаменной Тунгуски находят необычайно прочную оплавленную капсулу, содержащую катушку с тонкой металлической проволокой, на которой сохранилась магнитная запись. Находку связывают с Тунгусским метеоритом, который действительно был инопланетным космическим кораблём, потерпевшим аварию на подлёте к Земле. Анализ всех данных позволяет установить, что корабль прибыл с Венеры.
Запись на катушке удаётся частично прочитать, после чего трудами огромного количества математиков и лингвистов проводится расшифровка. Из той части записи, которую удаётся понять, люди узнают, что жители Венеры собирались захватить Землю — отправить на Землю поток высокоэнергетических частиц, под действием которого всё живое погибнет, а после снижения уровня радиации — заселить планету. Чтобы проверить полученные данные, принимается решение отправить на Венеру экспедицию на космическом корабле «Космократор» — первом корабле с ядерным двигателем.
Во второй части повествование ведётся от имени пилота Смита — лётчика, входящего в состав экспедиции. «Космократор» взлетает с Земли, огибает Луну и направляется к Венере. Во время полёта члены экипажа каждый вечер по очереди рассказывают в кают-компании запомнившиеся истории из своей жизни. В романе приведены три истории; они не имеют отношения к сюжету романа, но раскрывают какие-то стороны личности рассказчика: пилот Смит рассказывает о неудачном восхождении на Канченджангу, в котором погиб его друг; физик Арсеньев вспоминает о своём отце, который был известным учёным, и о том, как общение с отцом повлияло на его становление; химик Райнер излагает историю поиска и открытия им метода промышленного производства силиконового каучука.
Экспедиция благополучно достигает Венеры, пережив по пути встречу с метеоритным роем. Венера оказывается землеподобной планетой с плотной атмосферой, непригодной для дыхания. Корабль совершает посадку в пустынной местности, члены экспедиции начинают исследования. Обитателей Венеры они не встречают, но зато сталкиваются с сооружениями явно искусственного происхождения, полуразрушенными установками, работающими в автоматическом режиме с неизвестной целью. В конце концов люди находят разрушенный город, уничтоженный взрывами огромной энергии.
Найденные в городе и хранилище в горах записи проливают свет на тайну. Оказывается, жители Венеры обогнали землян в техническом развитии и к началу XIX века по земному летоисчислению уже овладели ядерной энергией и начали строить межпланетные корабли. Тогда они и начали осуществлять план захвата Земли: создали гигантские излучатели заряженных частиц, чтобы обстрелять Землю, и генератор антигравитации, чтобы выводить в космос большое количество кораблей. Однако на последнем этапе реализации плана на Венере началась внутренняя война, длившаяся несколько десятилетий и приведшая к полному упадку. В начале XX века одна из сторон была настолько уверена в успехе, что отправила на Землю корабль для предварительной разведки, но через несколько лет (в те же годы, когда на Земле шла первая мировая война) Венера погибла. Конкретные обстоятельства гибели планеты остаются неизвестными, ясно лишь, что одна из сторон использовала энергию, накопленную для уничтожения Земли, как оружие против другой стороны, в результате уничтожив всех. Было высказано предположение, что кто-то мог выжить, но весьма неуверенно:

— И все погибли? … Неужели все? Разве это возможно? Почему не уцелел никто, даже в самых глубоких подземельях, там, где эта чёрная плазма… А может быть, где-нибудь в отдалённой части планеты они ещё живут? 

— У нас, собственно говоря, нет никаких данных считать, что никто из этих существ не остался в живых, — ответил китаец, — а если мы так думаем, то только потому, что то, что мы увидели здесь, убедило нас в их гениальности. Это звучит издевательски, но это так.

## Проблематика романа
«Астронавты» — один из первых в социалистической фантастике «романов-предупреждений», рассказывающей о последствиях глобальной войны с применением ядерного оружия и о возможной агрессивности инопланетян. Автор явно противопоставляет общество Земли, пошедшее по пути гуманизма и самосовершенствования, стремящееся к звёздам и новым открытиям, и погибшее общество Венеры, сконцентрировавшееся на разрушении и в результате уничтожившее себя.
В романе, особенно его первой части, имеются характерные вообще для произведений Лема объёмные авторские отступления, касающиеся путей развития науки и техники. В частности, описывая историю создания космических кораблей с ядерным двигателем, Лем сравнивает проекты создания околоземных станций, на которых космические корабли, стартовавшие с Земли, могли бы дозаправляться перед полётом к планетам, с проектами «плавучих островов» для дозаправки самолётов во время рейсов через океаны (такие проекты действительно имели место в первые десятилетия XX века). По Лему, решение проблем нужно находить в создании принципиально новых технологий — в романе роль такой технологии играет ядерный реактор, использующий в качестве топлива искусственно созданный элемент «коммуний».
Ещё одна тема книги, к которой впоследствии Лем возвращается, в частности, в «Магеллановом облаке» — место учёных и научной работы в обществе, превращение науки из недоступной большинству, почти магической деятельности в профессию, подобную любой другой. Выбор в качестве рассказчика пилота, далёкого от науки, позволило автору показать научный поиск, «кухню» науки глазами неспециалиста, привыкшего смотреть на учёных «снизу вверх» и только в совместной работе с ними понимающего, что и великие открытия, и гениальные озарения, и тяжкий повседневный научный труд — удел таких же, вполне обычных людей, живущих своей человеческой жизнью. Как говорит рассказчику профессор Арсеньев, «… по-вашему, каждый ученый — это как бы два человека: один — тот, что спит, ест, разговаривает с „непосвященными“, а другой, более значительный, невидимый, живёт в мире науки? Чепуха! Чепуха, говорю вам!.. И ваш мир, и мой, и всех нас — это тот, где мы живем и работаем, а значит — сейчас он здесь, в тридцати миллионах километров от Земли! Правда, моя профессия — наука. Я к ней привязан… больше того — это моя страсть. Мне иногда, правда, снятся математические формулы… Но почему вам можно видеть во сне свои полеты, а мне мою математику нельзя? У нас просто разные специальности, но жизнь-то ведь одна».
В традициях фантастики середины XX века, много времени отдано описанию фантастических реалий. В частности, подробно описан космический корабль, его конструкция, система управления, система искусственной гравитации, основанная на вращении корпуса. Для этого выделена целая глава, где рассказывается об экскурсии школьников на готовящийся к старту на Венеру «Космократор». Описаны компьютеры будущего, имеющие, впрочем, мало общего с реальными цифровыми вычислительными машинами, как времён Лема, так и современными. В романе компьютеры, фактически, аналоговые, они построены из ламп (хотя и очень маленьких), образующих с помощью соединений сети, близкие по структуре к строению обычного биологического мозга. Сеть имеет определённое устойчивое электрическое состояние. Вычисления сводятся к подаче сигналов на определённые слои ламп, выводящих систему из устойчивого состояния. Пытаясь вернуться в это состояние, сеть порождает сигналы, которые и являются решением задачи (требуется декодирование в привычный человеку вид). Программирование состоит в настройке структуры сети, приводящей её к нужному виду.

## Экранизация
В 1960 году роман был экранизирован совместными усилиями Польши и ГДР под названием Der schweigende Stern («Безмолвная звезда»).
Лем отзывался об этом фильме, как о «скучной, плохой картине, ничего общего не имеющей с романом „Астронавты“».